# Conus herbeus
Conus herbeus é uma espécie de gastrópode do gênero Conus, pertencente a família Conidae.